# 錢查馬約區

錢查馬約區（西班牙語：Distrito de Chanchamayo）是秘魯的一個區，位於該國中部胡寧大區的錢查馬約省，始建於1855年12月31日，面積919.72平方公里，海拔高度751米，2005年人口25,565，人口密度每平方公里28人。